# 경상북도의 유형문화재 (제101호 ~ 제200호)
경상북도의 유형문화재는 시도유형문화재 중에서 경상북도 내에 있는 문화재를 의미한다.

## 지정 목록

### 제101호 ~ 제200호
| 번호    | 사진 | 명칭                                                             | 소재지                                                        | 관리자 (단체)            | 지정일                                                                       | 참조 |
| 101호   |      | (미상)                                                           |                                                               |                          |                                                                              |      |
| 102호   |      | 달성용봉동석불입상 (達城龍鳳洞石佛立像)                          | 경북 경북전역 달성군 유가면 용봉리 산2-1                      | 달성군                   | 1979년 1월 25일 지정, 1995년 5월 12일 해제, 대구 유형문화재 제35호로 재지정  |      |
| 103호   |      | 군위하곡리석조여래입상 (軍威下谷里石造如來立像)                  | 경북 군위군 군위읍 하곡리 산32-1                              | 군위군                   | 1979년 1월 25일 지정                                                         |      |
| 104호   |      | 군위대율리석조여래입상 (軍威大栗里石造如來立像)                  | 경북 군위군 부계면 대율리 691                                 | 대율사                   | 1979년 1월 25일 지정, 1989년 4월 10일 해제, 보물 제988호로 승격              |      |
| 105호   |      | 안동임하동동삼층석탑 (安東臨河洞東三層石塔)                      | 경북 안동시 임하면 임하리 566-1                               | 안동시                   | 1979년 1월 25일 지정                                                         |      |
| 106호   |      | 안동임하동십이지삼층석탑 (安東臨下洞十二支三層石塔)              | 경북 안동시 임하면 임하리 794                                 | 안동시                   | 1979년 1월 25일 지정                                                         |      |
| 107호   |      | 안동하리동모전삼층석탑 (安東下里洞模塼三層石塔)                  | 경북 안동시 풍산읍 하리1리 207-1                              | 안동시                   | 1979년 1월 25일 지정                                                         |      |
| 108호   |      | 안동하리동삼층석탑 (安東下里洞三層石塔)                          | 경북 안동시 풍산읍 하리1리 56                                 | 안동시                   | 1979년 1월 25일 지정                                                         |      |
| 109호   |      | 안동죽전동삼층석탑 (安東竹田洞三層石塔)                          | 경북 안동시 풍산읍 죽전리 1139                                | 안동시                   | 1979년 1월 25일 지정                                                         |      |
| 110호   |      | 안동막곡동삼층석탑 (安東幕谷洞三層石塔)                          | 경북 안동시 풍산읍 막곡리 산106                               | 안동시                   | 1979년 1월 25일 지정                                                         |      |
| 111호   |      | 영양연당동석불좌상 (英陽蓮塘洞石佛坐像)                          | 경북 영양군 입암면 연당리 361                                 | 입암초등학교             | 1979년 1월 25일 지정                                                         |      |
| 112호   |      | 경주침식곡석불좌상 (慶州寢息谷石佛坐像)                          | 경북 경주시 내남면 노곡리 산125-1                             | 경주군                   | 1979년 1월 25일 지정                                                         |      |
| 113호   |      | 경주열암곡석불좌상 (慶州列岩谷石佛坐像)                          | 경북 경주시 내남면 노곡리 산123                               | 경주군                   | 1979년 1월 25일 지정                                                         |      |
| 114호   |      | 경주약수계곡마애입불상 (慶州藥水溪谷磨崖立佛像)                  | 경북 경주시 내남면 용장리 산1-1                               | 경주군                   | 1979년 1월 25일 지정                                                         |      |
| 115호   |      | 선본암삼층석탑 (禪本庵三層石塔)                                  | 경북 경산시 와촌면 대한리 산41                                | 선본암                   | 1979년 1월 25일 지정                                                         |      |
| 116호   |      | 청도덕양동삼층석탑 (淸道德陽洞三層石塔)                          | 경북 청도군 풍각면 덕양리 1372                                | 청도군                   | 1979년 1월 25일 지정                                                         |      |
| 117호   |      | 반룡사다층석탑 (盤龍寺多層石塔)                                  | 경북 고령군 고령읍 지산리 460 대가야박물관                    | 고령군                   | 1979년 1월 25일 지정                                                         |      |
| 118호   |      | 고령개포동석조관음보살좌상 (高靈開浦洞石造觀音菩薩坐像)          | 경북 고령군 개진면 개포리 87                                  | 고령군                   | 1979년 1월 25일 지정                                                         |      |
| 119호   |      | 성주보월동삼층석탑 (星州甫月洞三層石塔)                          | 경북 성주군 수륜면 보월리 852                                 | 성주군                   | 1979년 1월 25일 지정                                                         |      |
| 120호   |      | 선산궁기동석불상 (善山宮基洞石佛像)                              | 경북 구미시 도개면 신곡리 산68번지 문수사 경내                | 구미시                   | 1979년 1월 25일 지정                                                         |      |
| 121호   |      | 봉암사마애보살좌상 (鳳巖寺磨崖菩薩坐像)                          | 경북 문경시 가은읍 원북리 산54-1                              | 봉암사                   | 1979년 1월 25일 지정                                                         |      |
| 122호   |      | 홍귀달선생신도비 (洪貴達先生神道碑)                              | 경북 문경시 영순면 율곡리 산5                                 | 홍건                     | 1979년 1월 25일 지정                                                         |      |
| 123호   |      | 황방촌유물 (黃厖村遺物)                                          | 경북 문경시 산북면 대하리 460                                 | 황규욱                   | 1979년 1월 25일 지정                                                         |      |
| 124호   |      | 예천흔효리석조여래입상 (醴泉欣孝里石造如來立像)                  | 경북 예천군 풍양면 흔효리 49-4                                | 예천군                   | 1979년 1월 25일 지정                                                         |      |
| 125호   |      | 영주읍내리석불입상 (榮州邑內里石佛立像)                          | 경북 영주시 순흥면 읍내리 314-1                               | 영주시                   | 1979년 1월 25일 지정                                                         |      |
| 126호   |      | 초암사삼층석탑 (草庵寺三層石塔)                                  | 경북 영주시 순흥면 배점리 524                                 | 초암사                   | 1979년 1월 25일 지정                                                         |      |
| 127호   |      | 부석사원융국사비 (浮石寺圓融國師碑)                              | 경북 영주시 부석면 북지리 154 부석사경내                      | 부석사                   | 1979년 1월 25일 지정                                                         |      |
| 128호   |      | 초암사동부도 (草庵寺東浮屠)                                      | 경북 영주시 순흥면 배점리 524                                 | 초암사                   | 1979년 1월 25일 지정                                                         |      |
| 129호   |      | 초암사서부도 (草庵寺西浮屠)                                      | 경북 영주시 순흥면 배점리 524                                 | 초암사                   | 1979년 1월 25일 지정                                                         |      |
| 130호   |      | 부석사삼층석탑 (浮石寺三層石塔)                                  | 경북 영주시 부석면 북지리 157                                 | 부석사                   | 1979년 1월 25일 지정                                                         |      |
| 131호   |      | 봉화의양리석조여래입상 (奉化宜陽里石造如來立像)                  | 경북 봉화군 춘양면 의양리 153-1                               | 봉화군                   | 1979년 1월 25일 지정                                                         |      |
| 132호   |      | 봉화봉성리석조여래입상 (奉化鳳城里石造如來立像)                  | 경북 봉화군 봉성면 봉성리 13-1                                | 봉화군                   | 1979년 1월 25일 지정                                                         |      |
| 133호   |      | 천성사석조여래입상 (千聖寺石造如來立像)                          | 경북 봉화군 봉성면 금봉리 262-2                               | 천성사                   | 1979년 1월 25일 지정                                                         |      |
| 134호   |      | 천성사삼층석탑 (千聖寺三層石塔)                                  | 경북 봉화군 봉성면 금봉리 263                                 | 천성사                   | 1979년 1월 25일 지정                                                         |      |
| 135호   |      | 불영사삼층석탑 (佛影寺三層石塔)                                  | 경북 울진군 서면 불영사길 48(하원리 122)                      | 불영사                   | 1979년 1월 25일 지정                                                         |      |
| 136호   |      | 의성관덕동석조보살좌상 (義城觀德洞石造菩薩坐像)                  | 경북 의성군 단촌면 관덕리 889                                 | 의성군                   | 1979년 1월 25일 지정                                                         |      |
| 137호   |      | 거동사대웅전 (巨洞寺大雄殿)                                      | 경북 영천시 자양면 보현리 1683                                | 거동사                   | 1979년 12월 18일 지정                                                        |      |
| 138호   |      | 장육사대웅전 (莊陸寺大雄殿)                                      | 경북 영덕군 창수면 갈천리 120                                 | 장육사                   | 1979년 12월 18일 지정                                                        |      |
| 139호   |      | 수다사명부전 (水多寺冥府殿)                                      | 경북 구미시 무을면 상송리 산12                                | 수다사                   | 1979년 12월 18일 지정                                                        |      |
| 140호   |      | (미상)                                                           |                                                               |                          |                                                                              |      |
| 141호   |      | 봉황사대웅전 (鳳凰寺大雄殿)                                      | 경북 안동시 임동면 수곡리 563                                 | 황산사                   | 1980년 6월 17일 지정                                                         |      |
| 142호   |      | 식성군문적 (息城君 門籍)                                         | 경북 청도군 이서면 홍선 산44외3, 청도읍 원정리 637            | 이균회, 재령이씨지암종중 | 1995년 3월 18일 지정                                                         |      |
| 142-1호 |      | 식성군문적(거영일기및계본등록) (息城君 門籍(居營日記및啓本謄錄)) | 경북 청도군 청도읍 원정리 637                                 | 이우섭                   | 1995년 3월 18일 지정                                                         |      |
| 142-2호 |      | 식성군문적(교지,유서,상서) (息城君 門籍)                         | 경북 청도군 이서면 홍선 산44외3                               | 재령이씨지암종중         | 1995년 3월 18일 지정                                                         |      |
| 143호   |      | 성주성산관 (星州星山館)                                          | 경북 성주군 성주읍 심산로 95-6                                | 성주군                   | 1980년 12월 30일 지정                                                        |      |
| 144호   |      | 영천조양각 (永川朝陽閣)                                          | 경북 영천시 문화원길 6 (창구동)                               | 영천시                   | 1981년 4월 25일 지정                                                         |      |
| 145호   |      | 신길원현감충렬비 (申吉元縣監忠烈碑)                              | 경북 문경시 문경읍 상초리 340-1                               | 문경군                   | 1981년 4월 25일 지정                                                         |      |
| 146호   |      | 안동 풍산류씨 금계재사 (安東 豊山柳氏 金溪齋舍)                  | 경북 안동시 서후면 성곡리 886                                 | 류상붕                   | 1982년 2월 24일 지정                                                         |      |
| 147호   |      | 봉화한수정 (奉化寒水亭)                                          | 경북 봉화군 춘양면 의양리 134                                 | 안동권씨충정공파문중     | 1982년 2월 24일 지정, 2019년 12월 30일 해제, 보물 제2048호로 승격            |      |
| 148호   |      | 영해난고종가문서 (寧海蘭皐宗家文書)                              | 경북 영덕군 영해면 원구리 194-2                               | 남응시                   | 1982년 2월 24일 지정                                                         |      |
| 149호   |      | 오미동도림강당 (五美洞道林講堂)                                  | 경북 안동시 풍산읍 오미리 308                                 | 김원재                   | 1982년 2월 24일 지정                                                         |      |
| 150호   |      | 의성향교 (義城鄕校)                                              | 경북 의성군 의성읍 도동리 808                                 | 의성향교                 | 1982년 2월 24일 지정                                                         |      |
| 151호   |      | 고운사가운루 (孤雲寺駕雲樓)                                      | 경북 의성군 단촌면 구계리 116                                 | 고운사                   | 1982년 2월 24일 지정                                                         |      |
| 152호   |      | 적천사괘불 (磧川寺掛佛)                                          | 경북 청도군 청도읍 원리 981                                   | 적천사                   | 1982년 2월 24일 지정, 2005년 4월 15일 해제, 보물 제1432호로 승격             |      |
| 153호   |      | 적천사목조사천왕의좌상 (磧川寺木造四天王椅坐像)                  | 경북 청도군 청도읍 원리 981                                   | 적천사                   | 1982년 2월 24일 지정                                                         |      |
| 154호   |      | 봉화오전리석조아미타여래좌상 (奉化梧田里石造阿彌陀如來坐像)      | 경북 봉화군 물야면 오전리 1144-1                              | 봉화군                   | 1982년 2월 24일 지정                                                         |      |
| 155호   |      | 상주향교대성전 (尙州鄕校大成殿)                                  | 경북 상주시 신봉동 203-1                                      | 상주향교                 | 1982년 2월 24일 지정                                                         |      |
| 156호   |      | 대산루 부 계정 (對山樓 附 溪亭)                                  | 경북 상주시 외서면 우산리 193-1                               | 진주정씨종중             | 1982년 2월 24일 지정                                                         |      |
| 157호   |      | 상주 상산관 (尙州 商山館)                                        | 경북 상주시 만산동 699                                        | 상주시                   | 1982년 2월 24일 지정                                                         |      |
| 158호   |      | 삼릉계곡마애석가여래좌상 (三陵溪谷磨崖石迦如來坐像)              | 경북 경주시 배동 산72-6                                       | 경주시                   | 1982년 2월 24일 지정                                                         |      |
| 159호   |      | 삼릉계곡선각여래좌상 (三陵溪谷線刻如來坐像)                      | 경북 경주시 배동 산72-6                                       | 경주시                   | 1982년 2월 24일 지정                                                         |      |
| 160호   |      | 대곡사대웅전 (大谷寺大雄殿)                                      | 경북 의성군 다인면 봉정리 894                                 | 대곡사                   | 1982년 8월 4일 지정, 2014년 7월 3일 해제, 보물 1831호로 승격                 |      |
| 161호   |      | 대곡사범종각 (大谷寺梵鐘閣)                                      | 경북 의성군 다인면 봉정리 894                                 | 대곡사                   | 1982년 8월 4일 지정                                                          |      |
| 162호   |      | 대둔사대웅전 (大芚寺大雄殿)                                      | 경북 구미시 옥성면 옥관리 1090                                | 대둔사                   | 1982년 8월 4일 지정                                                          |      |
| 163호   |      | 성주백세각 (星州百世閣)                                          | 경북 성주군 초전면 고산1길 21-3                               | 송만수                   | 1982년 8월 4일 지정                                                          |      |
| 164호   |      | 안동삼산정 (安東三山亭)                                          | 경북 안동시 예안면 주진리 948                                 | 유중식                   | 1982년 12월 1일 지정                                                         |      |
| 165호   |      | 성주문묘명륜당 (星州文廟明倫堂)                                  | 경북 성주군 성주읍 예산리 131                                 | 성주향교                 | 1980년 12월 1일 지정, 2010년 1월 11일 해제, 보물 제1575호로 승격             |      |
| 166호   |      | 고운영정 (孤雲影幀)                                              | 경북 청도군 각남면 일곡리 183                                 | 경주최씨종중             | 1983년 6월 20일 지정                                                         |      |
| 167호   |      | 지주중류비 (砥柱中流碑)                                          | 경북 구미시 오태동 산1                                        | 해평길씨문중             | 1983년 6월 20일 지정                                                         |      |
| 168호   |      | 신녕향교명륜당 (新寧鄕校明倫堂)                                  | 경북 영천시 신녕면 화성리 525                                 | 신녕향교                 | 1983년 6월 20일 지정                                                         |      |
| 169호   |      | 의성만취당 (義城晩翠堂)                                          | 경북 의성군 점곡면 사촌리 207                                 | 안동김씨만취당파문중     | 1983년 6월 20일 지정, 2014년 6월 5일 해제, 보물 제1825호로 승격              |      |
| 170호   |      | 예천권씨종가문적 (醴泉權氏宗家文籍)                              | 경북 예천군 경상북도 예천군 용문면 죽림길 43 (죽림 166)       | 권영기                   | 1983년 6월 20일 지정                                                         |      |
| 171호   |      | 목은영정 (牧隱影幀)                                              | 경북 안동시 일직면 원리 산9                                   | 이장원                   | 1983년 6월 20일 지정                                                         |      |
| 172호   |      | 월록서당 (月麓書堂)                                              | 경북 영양군 일월면 주곡리 227                                 | 이점숙                   | 1983년 9월 29일 지정                                                         |      |
| 173호   |      | 대지재사 (大枝齋舍)                                              | 경북 예천군 경상북도 예천군 호명면 행갈길 107 (직산 538)      | 김원재                   | 1983년 9월 29일 지정                                                         |      |
| 174호   |      | 칠성루및휴계재사 (七星樓및休溪齋舍)                              | 경북 영주시 이산면 용상리 449                                 | 옥천전씨영주파종중       | 1983년 9월 29일 지정                                                         |      |
| 175호   |      | 의성정안동석조여래입상 (義城井安洞石造如來立像)                  | 경북 의성군 단북면 정안리 57-2                                | 의성군                   | 1984년 5월 21일 지정                                                         |      |
| 176호   |      | 의성월소동석조비로자나불좌상 (義城月沼洞石造毘盧舍那佛坐像)      | 경북 의성군 신평면 월소리 559 지장사                          | 의성군                   | 1984년 5월 21일 지정                                                         |      |
| 177호   |      | 의성안사동석조여래좌상 (義城安寺洞石造如來坐像)                  | 경북 의성군 안사면 안사리 산144                               | 의성군                   | 1984년 5월 21일 지정                                                         |      |
| 178호   |      | 달성하목정 (達城霞鶩亭)                                          | 경북 경북전역 달성군 하빈면 하산리 1043-1                     | 이석                     | 1984년 5월 21일 지정, 1995년 5월 12일 해제, 대구 유형문화재 제36호로 재지정  |      |
| 179호   |      | 명고영정 (鳴皐影幀)                                              | 경북 영천시 녹전동 519                                        | 정명채                   | 1984년 12월 29일 지정                                                        |      |
| 180호   |      | 안동임하동오층석탑 (安東臨下洞五層石塔)                          | 경북 안동시 임하면 임하리 656                                 | 안동시                   | 1984년 12월 29일 지정                                                        |      |
| 181호   |      | 옥산사마애약사여래좌상 (玉山寺磨崖藥師如來坐像)                  | 경북 안동시 북후면 장기리 산146                               | 옥산사                   | 1984년 12월 29일 지정                                                        |      |
| 182호   |      | 봉정사삼층석탑 (鳳停寺三層石塔)                                  | 경북 안동시 서후면 태장리 901                                 | 봉정사                   | 1984년 12월 29일 지정                                                        |      |
| 183호   |      | 찬경루 (讚慶樓)                                                  | 경북 청송군 청송읍 월막리 373                                 | 청송심씨대종회           | 1984년 12월 29일 지정, 2019년 12월 30일 해제, 보물 제2049호로 승격           |      |
| 184호   |      | 보광사극락전 (普光寺極樂殿)                                      | 경북 청송군 청송읍 덕리 429                                   | 보광사                   | 1984년 12월 29일 지정, 2014년 12월 17일 해제, 보물 제1840호로 승격           |      |
| 185호   |      | 문경갈평리오층석탑 (聞慶葛坪里五層石塔)                          | 경북 문경시 문경읍 갈평리 564-3                               | 문경군                   | 1984년 12월 29일 지정                                                        |      |
| 186호   |      | 보문사삼층석탑 (普門寺三層石塔)                                  | 경북 예천군 경상북도 예천군 보문면 보문사길 243 (수계 158)    | 보문사                   | 1984년 12월 29일 지정                                                        |      |
| 187호   |      | 명봉사문종대왕태실비 (鳴鳳寺文宗大王胎室碑)                      | 경북 예천군 상리면 석항명봉고 881-106 (명봉사길 62, 명봉 501) | 명봉사                   | 1984년 12월 29일 지정                                                        |      |
| 188호   |      | 예천 간방리 삼층석탑 (醴泉 澗芳里 三層石塔)                      | 경북 예천군 보문면 간방리 290                                 | 예천군                   | 1984년 12월 29일 지정                                                        |      |
| 189호   |      | 각화사귀부 (覺華寺龜趺)                                          | 경북 봉화군 춘양면 석현리 산126-1                             | 각화사                   | 1984년 12월 29일 지정                                                        |      |
| 190호   |      | 감고당문적 (感顧堂文籍)                                          | 경북 봉화군 명호면 풍호리 608                                 | 권용기                   | 1984년 12월 29일 지정                                                        |      |
| 191호   |      | 경주향교 (慶州鄕校)                                              | 경북 경주시 교동 17-1                                         | 경주향교                 | 1985년 10월 15일 지정                                                        |      |
| 192호   |      | 경주구황동당간지주 (慶州九黃洞幢竿支柱)                          | 경북 경주시 구황동 315-2                                      | 경주시                   | 1985년 10월 15일 지정                                                        |      |
| 193호   |      | 보리사마애석불 (菩提寺磨崖石佛)                                  | 경북 경주시 배반동 산66-1                                     | 보리사                   | 1985년 10월 15일 지정                                                        |      |
| 194호   |      | 경주동천동마애삼존불좌상 (慶州東川洞魔崖三尊佛坐像)              | 경북 경주시 동천동 산4                                        | 백률사                   | 1985년 10월 15일 지정                                                        |      |
| 195호   |      | 경주배리윤을곡마애불좌상 (慶州拜里潤乙谷磨崖佛坐像)              | 경북 경주시 배동 산72-1                                       | 경주시                   | 1985년 10월 15일 지정                                                        |      |
| 196호   |      | 명심보감판본 (明心寶鑑板本)                                      | 경북 경북전역 달성군 화원읍 본리 730                          |                          | 1985년 10월 15일 지정, 1995년 5월 12일 해제, 대구 유형문화재 제37호로 재지정 |      |
| 197호   |      | 이철견신도비 (李鐵堅神道碑)                                      | 경북 경북전역 달성군 옥포면 강림리 731-1                      | 경주이씨양평공파종친회   | 1985년 10월 15일 지정, 1995년 5월 12일 해제, 대구 유형문화재 제38호로 재지정 |      |
| 198호   |      | 의흥향교대성전 (義興鄕校大成殿)                                  | 경북 군위군 의흥면 읍내길 89-27                               | 의흥향교                 | 1985년 10월 15일 지정                                                        |      |
| 199호   |      | 청원루 (淸遠樓)                                                  | 경북 안동시 풍산읍 소산리 87                                  | 김성진                   | 1985년 10월 15일 지정, 2019년 12월 30일 해제, 보물 제2050호로 승격           |      |
| 200호   |      | 체화정 (棣華亭)                                                  | 경북 안동시 풍산읍 상리 2리 447                               | 이헌석                   | 1985년 10월 15일 지정, 2019년 12월 30일 해제, 보물 제2051호로 승격           |      |

## 참고 자료
- 경상북도 고시/공고